# Henri Padou (1928-1999)
Henri Padou   (Tourcoing, 21 d'agost de 1928 - Marcq-en-Barœul, 16 de novembre de 1999) fou un nedador francès, especialista en estil lliure, que va competir durant les dècades de 1940 i 1950. Era fill del també medallista olímpic Henri Padou.
El 1948 va prendre part en els Jocs Olímpics d'Estiu de Londres, on disputà dues proves del programa de natació. Guanyà la medalla de bronze en els 4x200 metres lliures, formant equip amb Joseph Bernardo, René Cornu i Alexandre Jany, mentre en els 100 metres lliures quedà eliminat en sèries.